# 照の花謙二
照の花 謙二（てるのはな けんじ、1941年10月26日 - 没年不明 ）は、荒磯部屋、伊勢ヶ濱部屋に所属した元力士。本名は道脇 謙二（みちわき けんじ）。現在の和歌山県海南市出身。173cm、140kg。最高位は東十両6枚目。得意技は左四つ、上手出し投げ。

## 経歴
母の知人が横綱・照國を贔屓にしていて伊勢ヶ濱部屋が和歌山で泊まりつけにしている旅館「米栄楼」を経営していたのが縁で勧誘され、自身は遊びたい一心で相撲は嫌だったので入門を拒んだが、母に「絶対帰って来てはいかん」と言われて入門した。しかし、身長が足りなかったこともあって4年間も新弟子検査に合格できなかった。1956年9月場所に初土俵。明朗で素直な性格であったが、気の小ささから大事な一番を落とすことが多かったので出世は早くなかったが、1964年1月場所に十両昇進。左四つからの上手出し投げを得意とし、押し相撲も取れたが半端相撲のきらいがあり、体重を生かし切れなかった。十両を11場所務めたが入幕はならず、三段目に陥落して初日から休場した1967年5月場所に25歳で廃業。

## エピソード
- 新十両の初日の土俵入りで東の花道を先頭に立って土俵に向かったが、勘違いして向正面へ歩き出したので、呼出に注意されて東土俵から上がったことがある[1]。

## 主な成績
- 通算成績：259勝247敗12休 勝率.512
- 十両成績：74勝91敗 勝率.448
- 現役在位：61場所
- 十両在位：11場所

### 場所別成績
| | 一月場所 初場所（東京） | 三月場所 春場所（大阪） | 五月場所 夏場所（東京）   | 七月場所 名古屋場所（愛知） | 九月場所 秋場所（東京） | 十一月場所 九州場所（福岡） |
| --- | ----------------------- | ----------------------- | ------------------------- | --------------------------- | ----------------------- | --------------------------- |
| 1956年 （昭和31年） | x                       | x                       | x                         | x                           | （前相撲）              | x                           |
| 1957年 （昭和32年） | （番付外）              | （番付外）              | （前相撲）                | x                           | 東序ノ口13枚目 3–5      | 東序二段127枚目 4–4         |
| 1958年 （昭和33年） | 東序二段105枚目 5–3     | 東序二段84枚目 2–6      | 東序二段96枚目 4–4        | 西序二段87枚目 6–2          | 西序二段52枚目 3–5      | 西序二段59枚目 2–6          |
| 1959年 （昭和34年） | 西序二段78枚目 7–1      | 西序二段35枚目 6–2      | 東序二段10枚目 3–5        | 東序二段14枚目 4–4          | 東序二段13枚目 6–2      | 東三段目79枚目 6–2          |
| 1960年 （昭和35年） | 東三段目45枚目 2–6      | 東三段目51枚目 6–2      | 東三段目22枚目 4–4        | 西三段目20枚目 7–0          | 西幕下34枚目 4–3        | 西幕下27枚目 5–2            |
| 1961年 （昭和36年） | 西幕下19枚目 2–5        | 東幕下30枚目 3–4        | 西幕下38枚目 4–3          | 東幕下34枚目 4–3            | 東幕下31枚目 4–3        | 西幕下27枚目 4–3            |
| 1962年 （昭和37年） | 西幕下23枚目 3–4        | 西幕下25枚目 4–3        | 東幕下22枚目 1–1–5        | 東幕下37枚目 2–5            | 西幕下48枚目 4–3        | 東幕下41枚目 4–3            |
| 1963年 （昭和38年） | 西幕下37枚目 5–2        | 東幕下29枚目 6–1        | 西幕下11枚目 4–3          | 東幕下8枚目 4–3             | 東幕下5枚目 5–2         | 東幕下2枚目 4–3             |
| 1964年 （昭和39年） | 東十両18枚目 8–7        | 西十両14枚目 8–7        | 西十両11枚目 7–8          | 西十両13枚目 7–8            | 西十両14枚目 8–7        | 西十両9枚目 8–7             |
| 1965年 （昭和40年） | 東十両6枚目 4–11        | 西十両12枚目 8–7        | 東十両10枚目 5–10         | 西十両17枚目 7–8            | 東幕下筆頭 5–2          | 東十両18枚目 4–11           |
| 1966年 （昭和41年） | 西幕下11枚目 3–4        | 西幕下13枚目 2–5        | 東幕下21枚目 5–2          | 東幕下15枚目 5–2            | 西幕下9枚目 3–4         | 東幕下12枚目 2–5            |
| 1967年 （昭和42年） | 東幕下25枚目 2–5        | 東幕下41枚目 2–5        | 西三段目13枚目 引退 0–0–7 | x                           | x                       | x                           |
| 各欄の数字は、「勝ち-負け-休場」を示す。 優勝 引退 休場 十両 幕下 三賞：敢=敢闘賞、殊=殊勲賞、技=技能賞 その他：★=金星 番付階級：幕内 - 十両 - 幕下 - 三段目 - 序二段 - 序ノ口 幕内序列：横綱 - 大関 - 関脇 - 小結 - 前頭（「#数字」は各位内の序列） |                         |                         |                           |                             |                         |                             |

## 改名歴
- 道脇 謙二（みちわき けんじ）1956年9月場所 - 1962年3月場所
- 照ノ花 謙二（てるのはな けんじ）1962年5月場所
- 照の花 謙二（てるのはな けんじ）1962年7月場所 - 1967年5月場所